# Żelazki (district Gołdapski)
Żelazki (Duits: Szielasken; 1936-1938: Schielasken; 1938-1945: Hallenfelde) is een plaats in het Poolse woiwodschap Ermland-Mazurië, in het district Gołdapski. Dee plaats maakt deel uit van de stad- en landgemeente Gołdap en telt 120 inwoners.